# Григорівці
Ґреґоровце (пол. Gregorowce) — село в Польщі, у гміні Орля Більського повіту Підляського воєводства.
Населення — 125 осіб (2011).
У 1975-1998 роках село належало до Білостоцького воєводства.

## Демографія
Демографічна структура станом на 31 березня 2011 року:
|          | Загалом | Допрацездатний вік | Працездатний вік | Постпрацездатний вік |
| -------- | ------- | ------------------ | ---------------- | -------------------- |
| Чоловіки | 61      | 6                  | 28               | 27                   |
| Жінки    | 64      | 3                  | 22               | 39                   |
| Разом    | 125     | 9                  | 50               | 66                   |